# Jersey Dutch
Jersey Dutch is een uitgestorven dialect van het Nederlands dat van de 17e eeuw tot het begin van de 20e eeuw in het noorden van de Amerikaanse staat New Jersey gesproken werd. Het was een soort creool van Zeeuwse dialecten, Vlaamse dialecten en Amerikaans Engels, misschien ook met woorden van Indiaanse oorsprong. Een variant van Jersey Dutch stond ook bekend als Negerhollands, omdat het ook werd gesproken door mensen van gemengd ras.

## Voorbeeld van Jersey Dutch
Een voorbeeld van Jersey Dutch over de gelijkenis van de verloren zoon:
En kääd'l had twî jongers; de êne blêv täus;
de andere xong vôrt f'n häus f'r en stat.
Hai waz nît tevrêde täus en dârkîs tû râkni arm.
Hai dogti ôm dat täus en z'n vâders pläk.
Tû zaide: äk zal na häus xâne. Main vâder hät plänti.
In het Standaardnederlands:
Een man had twee jongens; de ene bleef thuis;
de andere ging voort van huis voor een vermogen.
Hij was niet tevreden thuis en hij werd daardoor arm.
Hij dacht aan thuis en zijn vaders plaats.
Hij zei: ik zal naar huis gaan. Mijn vader heeft overvloed.
In het Engels:
A man had two boys. The one stayed at home;
the other went away from home to make his fortune.
He was not satisfied at home and because of that he became poor.
He thought about home and his father's place.
He said: I shall go home. My father has plenty.
Van: A text in Jersey Dutch van Dr J. Dyneley Prince uit 1910

## Classificatie
- Creoolse talen
  - Nederlands-gebaseerde talen
    - Petjo (Nederlands-Indië)
    - Javindo (Nederlands-Indië)
    - Mohawk Dutch (Verenigde Staten)
    - Negro Dutch (Verenigde Staten)
    - Leeg Duits ("Low Dutch", "Albany Dutch", "Jersey Dutch"; Verenigde Staten)
    - Negerhollands (Amerikaanse Maagdeneilanden)
    - Skepi (Guyana)
    - Berbice-Nederlands (Guyana)
    - Afrikaans (Zuid-Afrika; status als creooltaal betwist)